# 大阪市道上新庄生野線
大阪市道上新庄生野線（おおさかしどうかみしんじょういくのせん）は、大阪府大阪市東淀川区から生野区に至る主要地方道である。
- 起点：大阪府大阪市東淀川区上新庄（国道479号・大阪府道14号交点）
- 終点：大阪府大阪市生野区林寺（林寺2交差点=国道25号・国道165号・大阪府道26号大阪狭山線交点）

なお、東淀川区と旭区の間には淀川があり、この区間は菅原城北大橋によってつながっている。
大阪市の都市計画道路では、大阪市東淀川区豊里地区から東住吉区矢田地区（大阪府道26号大阪狭山線）までの区間にて、豊里矢田線と称する。

## 接続路線
| 接続する道路 西← 上新庄生野線 →東     | 接続する道路 西← 上新庄生野線 →東    | 交差点・ランプ   | 交差点・ランプ | 交差点・ランプ |
| ------------------------------------- | ------------------------------------ | ---------------- | -------------- | -------------- |
| 国道479号＜大阪内環状線＞（吹田方面） |                                      |                  |                |                |
| （下新庄方面）                        | 国道479号 ＜大阪内環状線＞           | 上新庄           | 大阪市         | 東淀川区       |
| 府道14号大阪高槻京都線                | 府道14号大阪高槻京都線               | 菅原4            | 大阪市         | 東淀川区       |
| 府道16号大阪高槻線                    | 府道16号大阪高槻線                   | 菅原2            | 大阪市         | 東淀川区       |
| 市道中津太子橋線 ＜城北公園通＞       | 市道中津太子橋線 ＜城北公園通＞      | 城北公園前       | 大阪市         | 旭区           |
| 阪神高速12号守口線                    | －                                   | 城北出口         | 大阪市         | 旭区           |
| 市道大阪環状線 ＜都島通＞             | 都計桜島守口線 ＜都島通＞            | 野江4            | 大阪市         | 都島区         |
| 市道大阪環状線 ＜都島通＞             | 市道大阪環状線                       | 野江4            | 大阪市         | 都島区         |
| 国道1号                               | 国道1号                              | 桜小橋           | 大阪市         | 都島区         |
| 府道168号石切大阪線                   | 府道168号石切大阪線                  | 鴫野橋北詰       | 大阪市         | 城東区         |
| 都計片町徳庵線 ＜城見通＞             | 都計片町徳庵線 ＜城見通＞            | 鴫野西2          | 大阪市         | 城東区         |
| 市道築港深江線 ＜中央大通＞           | 市道築港深江線 ＜中央大通＞          | 森ノ宮公団住宅前 | 大阪市         | 城東区         |
| 国道308号 ＜長堀通＞                  | 国道308号 ＜長堀通＞                 | 玉津1            | 大阪市         | 東成区         |
| 府道702号大阪枚岡奈良線 ＜千日前通＞  | 府道702号大阪枚岡奈良線 ＜千日前通＞ | 玉津3            | 大阪市         | 東成区         |
| 市道四天王寺巽線 ＜勝山通＞           | 市道四天王寺巽線 ＜勝山通＞          | 桃谷中学校前     | 大阪市         | 生野区         |
| 国道25号（重複=R165）                 | 国道25号（重複=R165）                | 林寺2            | 大阪市         | 生野区         |
| 府道26号大阪狭山線（長居公園東方面）  |                                      |                  |                |                |

## 沿線情報
- 鴫野橋 － 寝屋川
  - 公儀橋の鴫野橋（新鴫野橋）とは全く別の橋
- 下城見橋 － 第二寝屋川
- 大阪城公園駅
- 森ノ宮駅
- 大阪市高速電気軌道 森之宮検車場
- 大阪府赤十字血液センター
- 大阪府警察本部 森之宮庁舎
- 大阪府立桃谷高等学校
- 大阪市立生野工業高等学校

## 通称
- 城北筋（旭区城北公園前 - 都島区野江4）
- 疎開道路（東成区森ノ宮公団住宅前交差点 - 生野区桑津２丁目交差点）
- 狭山線